# Bryan Mantia

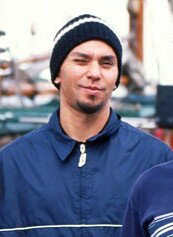
Bryan Mantia (1998)

Bryan „Brain“ Mantia (* 4. Februar 1963 in Cupertino, Kalifornien) ist ein US-amerikanischer Schlagzeuger, der mit bekannten Gruppen wie Primus, Praxis und Guns N’ Roses gearbeitet hat und auf vielen Veröffentlichungen des Gitarristen Buckethead zu finden ist.

## Karriere
Mantia wurde 1963 in Cupertino, Kalifornien geboren und interessierte sich schon früh für die Musik von James Brown, Led Zeppelin und Jimi Hendrix, bevor er im Alter von 16 Jahren mit dem Schlagzeugspiel begann. Seinen Spitznamen Brain erhielt er, nachdem er sich ausgiebig mit dem komplexen Werk Portraits In Rhythm von Anthony Cirone auseinandergesetzt hatte.
Nach einigen regionalen Erfolgen in Kalifornien (u. a. Limbomaniacs) sowie kurzen Gastspielen bei Primus (1989) und Tom Waits gründete Mantia zusammen mit dem Bassisten und Produzenten Bill Laswell 1992 die Gruppe Praxis, zu der wenig später auch der Gitarrist Brian Carroll alias Buckethead stieß. Am Debüt namens Transmutation waren außerdem der Bassist und Sänger Bootsy Collins sowie der Keyboarder Bernie Worrell beteiligt. Mantia und Buckethead freundeten sich an und veröffentlichten neben der Zusammenarbeit in Praxis auch die Alben I Need 5 Minutes Alone (als Pieces) und ein selbstbetiteltes Album als Giant Robot (beide 1996).
Wenig später stieg Mantia erneut bei Primus ein und war bis 1999 an drei Studioproduktionen sowie zahlreichen Auftritten der Band beteiligt, darunter das überaus erfolgreiche Album Antipop und die anschließende Tour. Zwischenzeitlich verhalf er Buckethead zusammen mit Les Claypool zu seinem bislang erfolgreichsten Album Monsters & Robots. Als Primus im Jahr 2000 eine kreative Pause einlegten folgte der Schlagzeuger seinem Freund Buckethead zu Guns N’ Roses, wo er Teile des Albums Chinese Democracy neu einspielte und an den wenigen Auftritten in den Jahren 2001 und 2002 teilnahm.
2002 erschien auch das Lehrvideo Brain’s Lessons: Shredding Repis On the Gnar Gnar Rad, das mit dem Charme eines Amateurvideos gedreht, Humor und Schlagzeugtheorie verband. Im selben Jahr sollten Praxis beim Bonnaroo-Festival spielen, doch Laswell war verhindert. Les Claypool sprang kurzfristig für ihn ein, woraus die Formation Colonel Claypool’s Bucket of Bernie Brains (kurz C2B3) entstand. Nach einigen rein improvisierten Auftritten fanden sich die Musiker 2004 im Studio zusammen, um The Big Eyeball In The Sky aufzunehmen und dieses auf einer groß angelegten US-Tour vorzustellen. Ende 2004 begleitete Mantia zusammen mit Larry Taylor und Marc Ribot Tom Waits auf seiner Real Gone Tour.
2006 war Mantia auf der Europatour von Guns N’ Roses zu sehen, bevor ihn Vaterpflichten zu einer Pause zwangen. Frank Ferrer, der ihn bereits 2006 für Auftritte in Nordamerika ersetzt hatte, sprang erneut für ihn ein und wurde nachfolgend als offizielles Mitglied geführt. Laut einem Bericht des Magazins Classic Rock im Februar 2008, das sich auf Aussagen des Managements beruft, war Mantia aber ebenfalls noch Mitglied der Band und sein Verhältnis zu Axl Rose soll nach dem Ausstieg von Buckethead im Jahre 2004 nicht negativ beeinflusst worden sein. Im November 2008 wurde der Ausstieg Mantias offiziell bestätigt.
2007 beteiligte Mantia sich an Elect The Dead, einem Soloalbum von Serj Tankian (Sänger von System of a Down).

## Trivia
- Mantias Vorname wird fälschlicherweise häufig mit Brian angegeben.

## Diskographie (Auswahl)

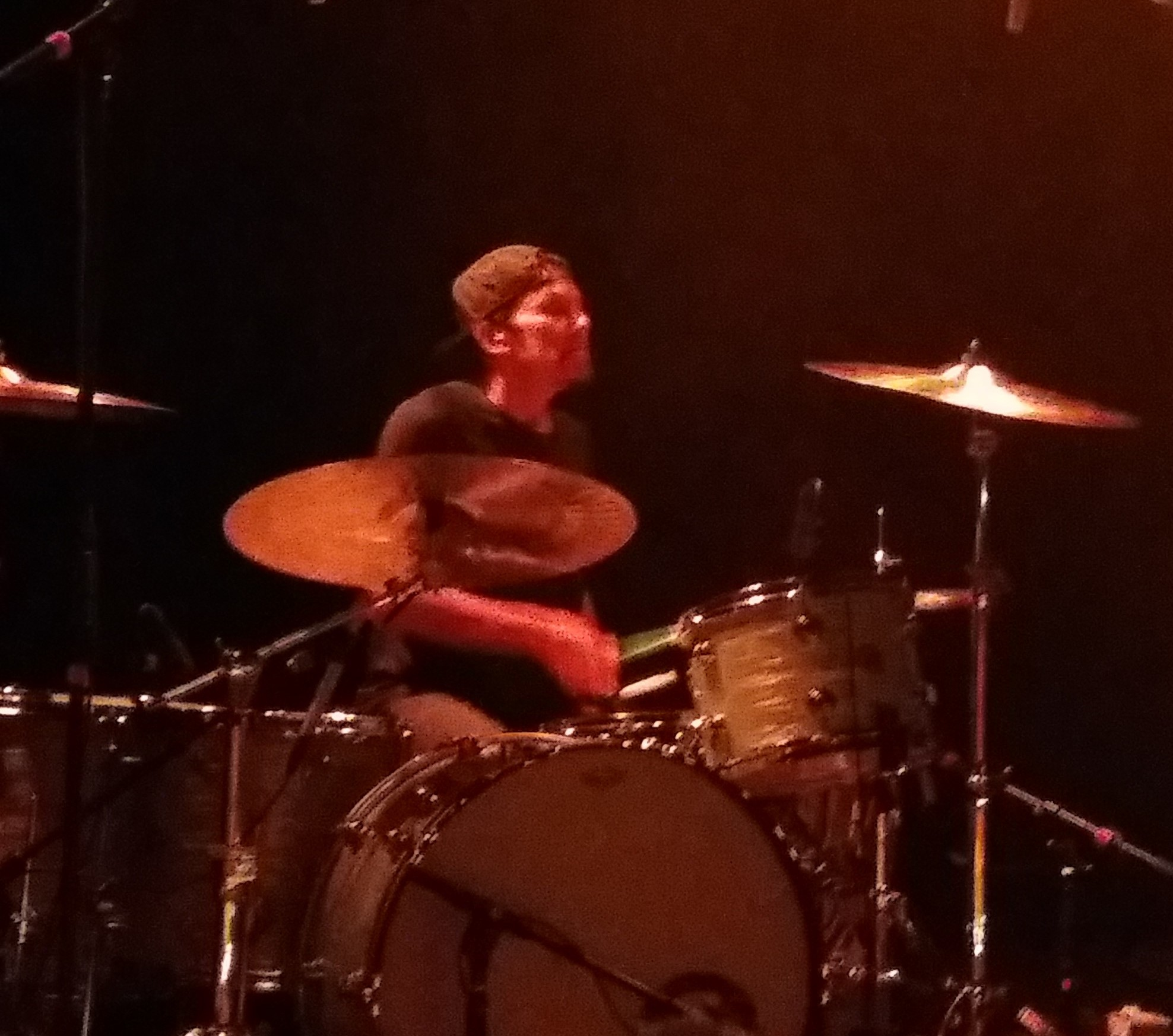
Bryan Mantia, 2017

- Brain’s Lessons: Shredding Repis On the Gnar Gnar Rad (Lehrvideo 2002)
- Brain’s Worst Drum Instructional DVD Ever (Lehrvideo 2008)

### MitPraxis
- Transmutation (Mutatis Mutandis) (1992)
- Sacrifist (1994)
- Metatron (1996)
- Live in Poland (1997)
- Transmutation Live (1997)
- Warszawa (1999)
- Profanation (Preparation for a Coming Darkness) (2008)

### MitPrimus
- Brown Album (1997)
- Rhinoplasty (1998)
- Antipop (1999)

### Mit Bullmark
- Interstate 76 Soundtrack (1996)

### Mit Buckethead
- Pieces - I Need 5 Minutes Alone (1996)
- Giant Robot - Giant Robot (1996)
- Colma (1998)
- Monsters and Robots (1999)
- Cuckoo Clocks of Hell (2004)
- Kevin's Noodle House (2007)

### Mit Godflesh
- Songs of Love and Hate (1996)

### Mit El Stew
- No Hesitation (1999)

### Mit No Forcefield
- Lee's Oriental Massage 415-626-1837 (2000)
- God Is an Excuse (2001)

### MitColonel Claypool’s Bucket of Bernie Brains
- The Big Eyeball in the Sky (2004)

### MitGuns N’ Roses
- Chinese Democracy (2008)

### MitSerj Tankian
- Elect the Dead (2007)